# موزاییک استعاره‌ها: گفت‌وگو با بهرام بیضایی و زنان فیلم‌هایش
موزاییک استعاره‌ها: گفت‌وگو با بهرام بیضایی و زنان فیلم‌هایش کتابِ گفتگوهای بهمن مقصودلو است با بهرام بیضایی و سه بازیگرِ نقشِ اوّلِ فیلم‌هایش دربارهٔ کارِ سینماییِ بیضایی.

## متن
این کتاب پاییزِ سالِ ۱۴۰۲، چندی پس از انتشارِ فیلمِ مستندِ بهرام بیضایی: موزاییک استعاره‌ها (۲۰۱۹ میلادی)، منتشر شد؛ و محتوی است بر مشروحِ گفتگوهایی که مقصودلو با بیضایی و پروانه معصومی و سوسن تسلیمی و مژده شمسایی ضبط کرده (و در فیلم گنجانده) است.

## موضوع
موضوعِ اصلیِ گفتگوها سینمای بیضایی است؛ ولی محدود به این هم نمی‌ماند و، خاصّه در گفتگو با بیضایی، به اجتماع و سیاست و مذهب هم می‌رسد.